# Leipzig Mockauer Straße järnvägsstation

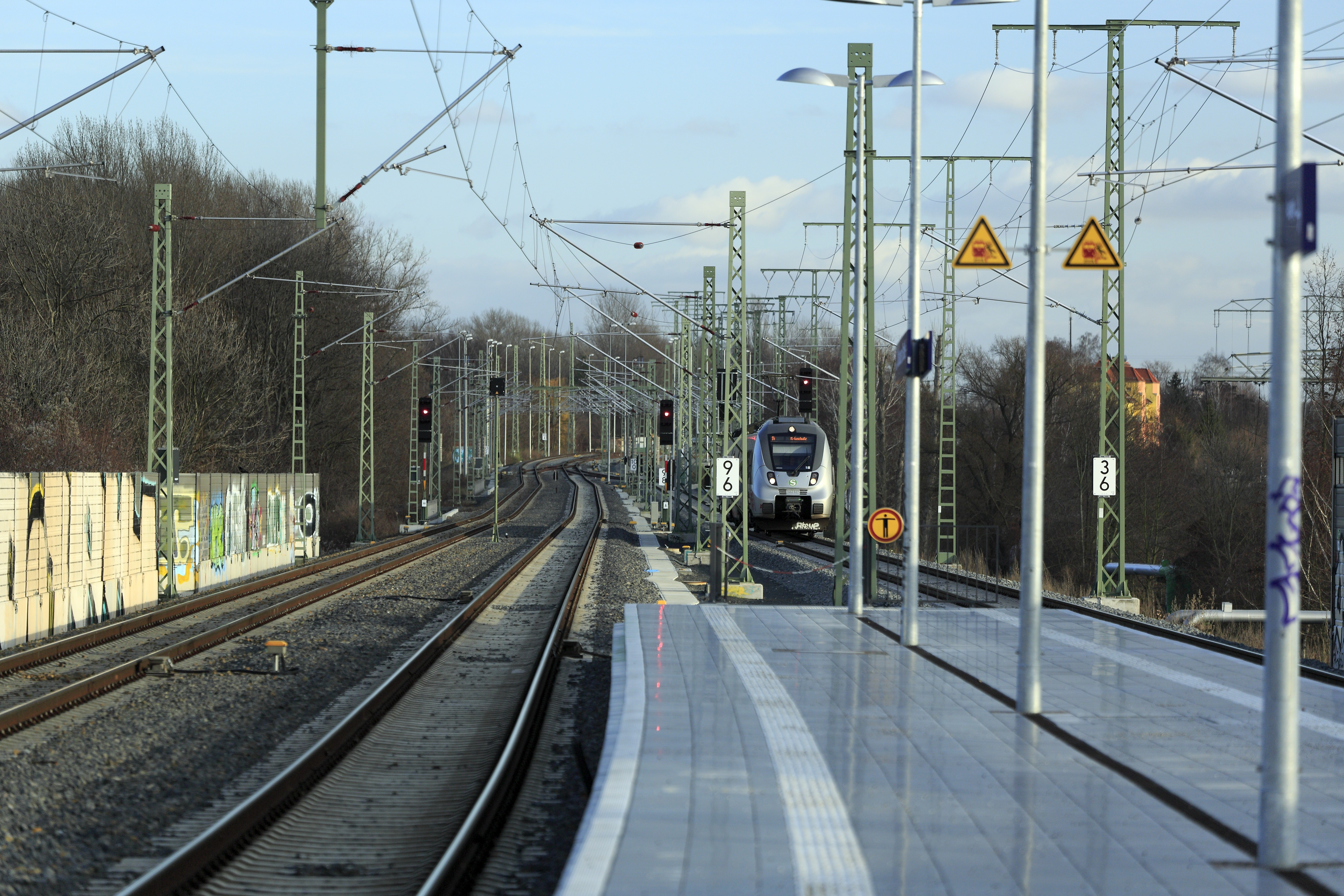
Leipzig Mockauer Straße

Leipzig Mockauer Straße är en järnvägsstation i Leipzig, Tyskland. Stationen är del av S-Bahn Mitteldeutschland och trafikeras av linje S4.